# Schleusegrund
Die Gemeinde Schleusegrund liegt im Landkreis Hildburghausen in Thüringen. Sie wurde 1994 gegründet und hat ihren Sitz in Schönbrunn. Benannt ist sie nach der Schleuse, die Teile der Gemeinde am Südrand des Thüringer Walds durchfließt.

## Geografie
Zentrales Dorf der Gemeinde ist Schönbrunn, welches 1950 durch Zusammenlegung der Dörfer Schönau, Gabel, Unterneubrunn und Oberneubrunn entstand und sich über etwa 3,5 Kilometer in den Tälern von Schleuse und Neubrunn erstreckt. Oberhalb dieses Dorfes liegt die Talsperre Schönbrunn. Weiterhin gehört das nordöstliche, höher gelegene Gießübel zur Gemeinde. Unweit dieses Dorfes verläuft der Rennsteig. Westlich von Schönbrunn in einem Seitental der Schleuse liegen Steinbach und Langenbach. Südwestlich von Schönbrunn liegt das Tal der Biber, in dem Lichtenau, Engenstein, Biberau, Biberschlag und Tellerhammer eine dörfliche Einheit von etwa 4,5 Kilometern Länge bilden. Zwischen den Dörfern erheben sich steile Berge, die die Täler um fast 400 Meter überragen und mehrheitlich mit Fichten bestanden sind. Die nordöstliche Gemeindegrenze ist zugleich Kreisgrenze zum Ilm-Kreis und folgt dem Lauf des Rennsteigs bis zum Dreiherrenstein. Nachbargemeinden sind Frauenwald, Neustadt am Rennsteig und Großbreitenbach nördlich des Rennsteigs, Masserberg und seine Ortsteile im Osten und Süden sowie die Stadt Schleusingen im Westen.
Höhere Berge im Gemeindegebiet sind der Kalte Staudenkopf (768 m, am Schmiedswiesenkopf 784 m), der Schwefelkopf (774 m) und der Schmalegrundskopf (770 m).

### Gemeindegliederung
Ortsteile der Gemeinde sind:
- Biberau (mit Lichtenau, Engenstein, Biberschlag und Tellerhammer)
- Gießübel
- Langenbach
- Schönbrunn (mit Schönau, Unterneubrunn, Oberneubrunn, Gabel und Ernstthal)
- Steinbach

Die Wappen der Ortsteile:
|  |  |  |  |  |

## Geschichte

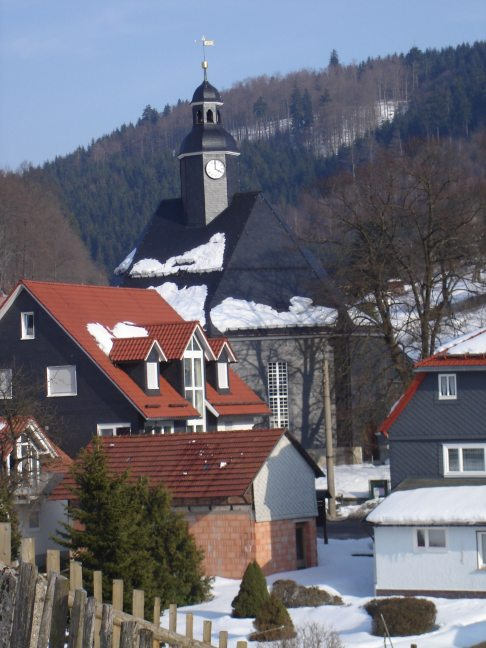
Kirche in Gießübel „Heilige Dreifaltigkeit“ (erbaut 1722 bis 1723)

Die unwirtlichen Waldtäler der Gemeinde wurden erst im ausgehenden Mittelalter besiedelt. Lebensgrundlage war die Holz- bzw. Forstwirtschaft. Bei Biberau begann die Sächsische Landwehr, ein mittelalterliches Grenzschutzsystem. Im Ort Langenbach wurde 1525 mit der ersten Glashütte die Glasindustrie des Thüringer Waldes gegründet. Die Glasindustrie bildete für die folgenden Jahrhunderte bis in die jüngste Zeit die Lebensgrundlage der Einwohner.
In den Gemeindeteilen von Schleusegrund: Biberschlag, Langenbach, Oberneubrunn, Schönau und Steinbach gerieten 13 Menschen 1612–1673 in Hexenprozesse.
Bis 1946 war die Gemeinde entlang der Schleuse geteilt. Die Orte östlich des Flusses gehörten zu Sachsen-Meiningen bzw. ab 1920 zum Land Thüringen, während die westlich gelegenen Dörfer Teile des preußischen Landkreises Schleusingen waren.

### Eingemeindungen
1904 wurde Ernstthal ein Ortsteil von Unterneubrunn und 1922 Engenstein ein Ortsteil von Lichtenau. 1952 wurden Lichtenau, Biberschlag und Tellerhammer zu Biberau und Schönau, Unterneubrunn sowie Oberneubrunn zu Schönbrunn vereinigt, dem sich 1969 auch Gabel anschloss. Außerdem schlossen sich die Orte Steinbach und Langenbach zu Steinbach-Langenbach zusammen. Diese drei Gemeinden fusionierten am 14. April 1994 mit Gießübel zur heutigen Gemeinde Schleusegrund.

### Einwohnerentwicklung
Die Einwohnerzahlen der Orte im Thüringer Wald sind meist bereits seit den 1950er-Jahren rückläufig, so auch in der Gemeinde Schleusegrund.
In der Tabelle wird die Entwicklung der Einwohnerzahlen der einzelnen Ortsteile dargestellt. Dabei steht ein (P) für ehemals preußische und ein (T) für sachsen-meiningische bzw. thüringische Dörfer.
| Ortsteil          | 1910  | 1939  | 1975  |
| ----------------- | ----- | ----- | ----- |
| Schönau (P)       | 521   | 593   | 2.174 |
| Oberneubrunn (T)  | 736   | 763   | 2.174 |
| Unterneubrunn (T) | 773   | 811   | 2.174 |
| Gabel (T)         | 81    | 47    | 2.174 |
| Gießübel (T)      | 1.210 | 1.267 | 1.051 |
| Biberschlag (T)   | 517   | 490   | 912   |
| Lichtenau (T)     | 204   | 357   | 912   |
| Engenstein (T)    | 98    | 357   | 912   |
| Tellerhammer (T)  | 65    | 80    | 912   |
| Steinbach (P)     | 260   | 325   | 315   |
| Langenbach (P)    | 215   | 281   | 200   |
| Gesamt            | 4.680 | 5.014 | 4.652 |

- 1994: 3.823 Einwohner
- 2000: 3.665 Einwohner
- 2006: 3.314 Einwohner
- 2015: 2.819 Einwohner
- 2020: 2.736 Einwohner

## Politik
Bürgermeister ist seit 2012 Heiko Schilling (FWS).

### Gemeinderat
Der Rat der Gemeinde Schleusegrund besteht aus 14 gewählten Mitgliedern und zusätzlich dem Bürgermeister. Seit der Kommunalwahl vom 26. Mai 2024 setzt er sich wie folgt zusammen:
| Partei/Liste | Sitze | ±   |
| FWS          | 9     | ± 0 |
| CDU          | 4     | ± 0 |
| BZH          | 1     | ± 0 |

## Kultur und Sehenswürdigkeiten

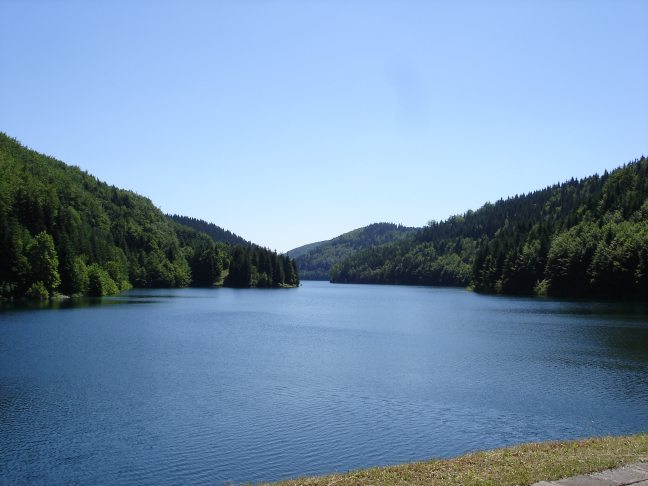
Talsperre Schönbrunn

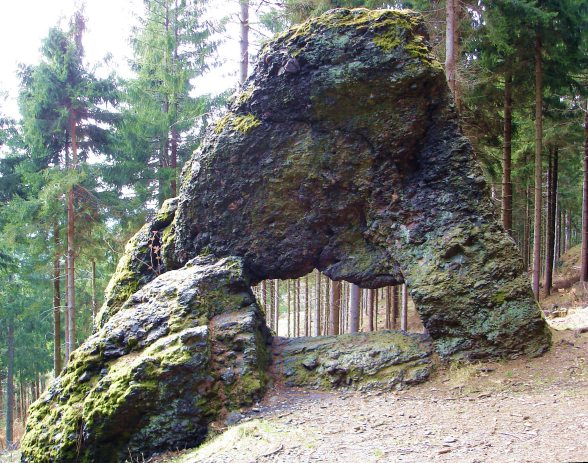
Nadelöhr in der Gießübeler Schweiz

### Museum
In Schönbrunn befindet sich ein Gewürzmuseum, das mit Unterstützung der ehemaligen Konsumgewürzmühle  Schönbrunn entstand.

### Theater
- Naturtheater Steinbach-Langenbach, Thüringens größte Naturbühne mit etwa 3000 Sitzplätzen

### Bauwerke
- Im Ortsteil Biberschlag befindet sich auf dem 2011 fertiggestellten Dorfplatz als Blickfang der  „Musikantenbrunnen“. Das originelle Wasserspiel besteht im Kern aus einer ausgemusterten Tuba.[6]
- Talsperre Schönbrunn

### Geschichtsdenkmale
- An der Masserberger Straße erinnert ein 1981 aufgestellter Findling an vier Opfer des Todesmarsches aus dem „Arbeitserziehungslager“ Römhild.[7]
- In Oberneubrunn erinnert eine Gedenktafel im Geburtsort des Thüringer Historikers Georg Brückner.

### Natur
Durch das Dachsbachtal gelangt man zur Dachsbachkanzel, zum Langertfelsen, zum Schröderfelsen und dem Nadelöhr. Diese Felsbildungen  werden als Gießübeler Schweiz bezeichnet.

## Wirtschaft und Verkehr

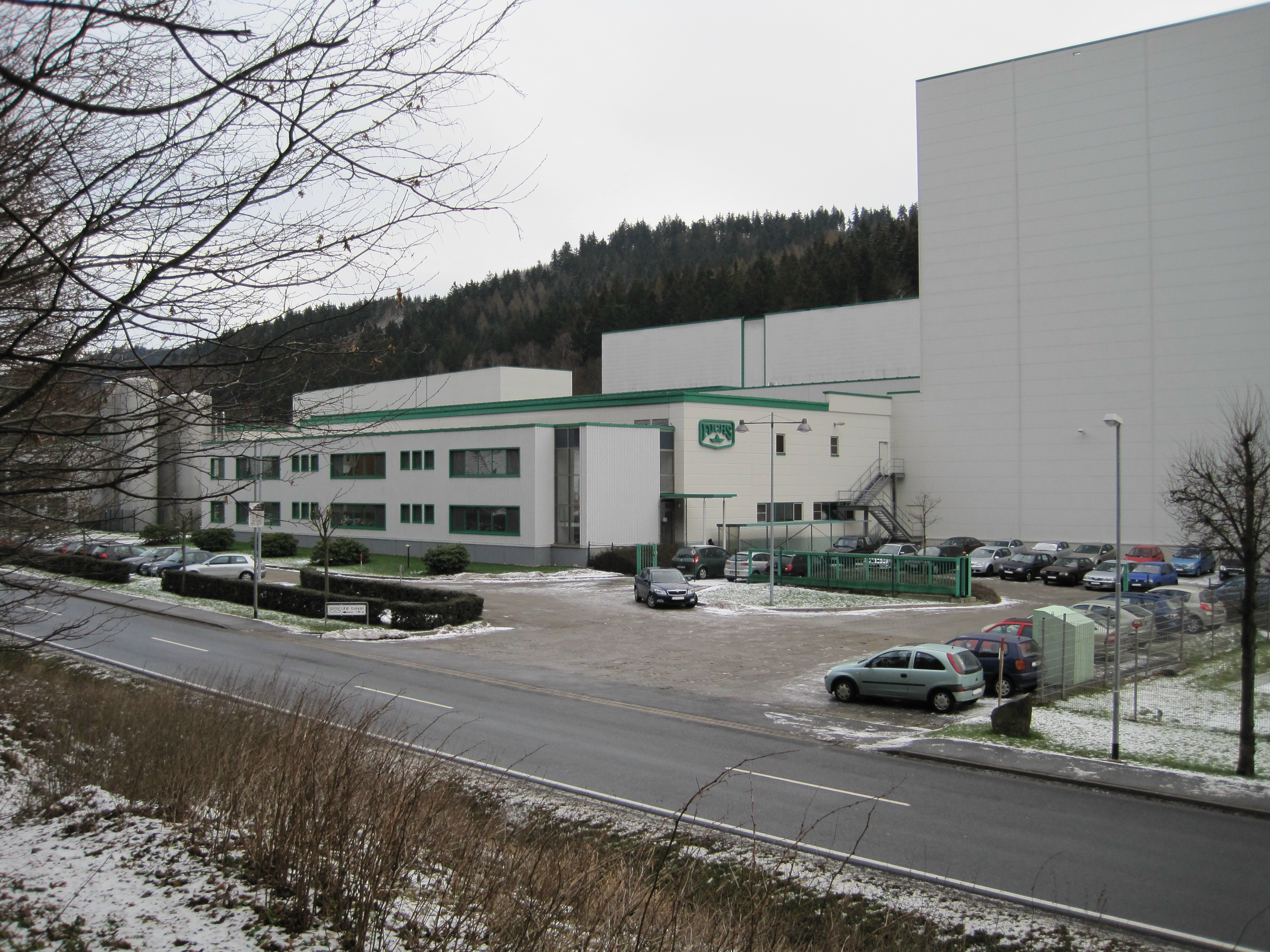
Gewürzwerk Schönbrunn

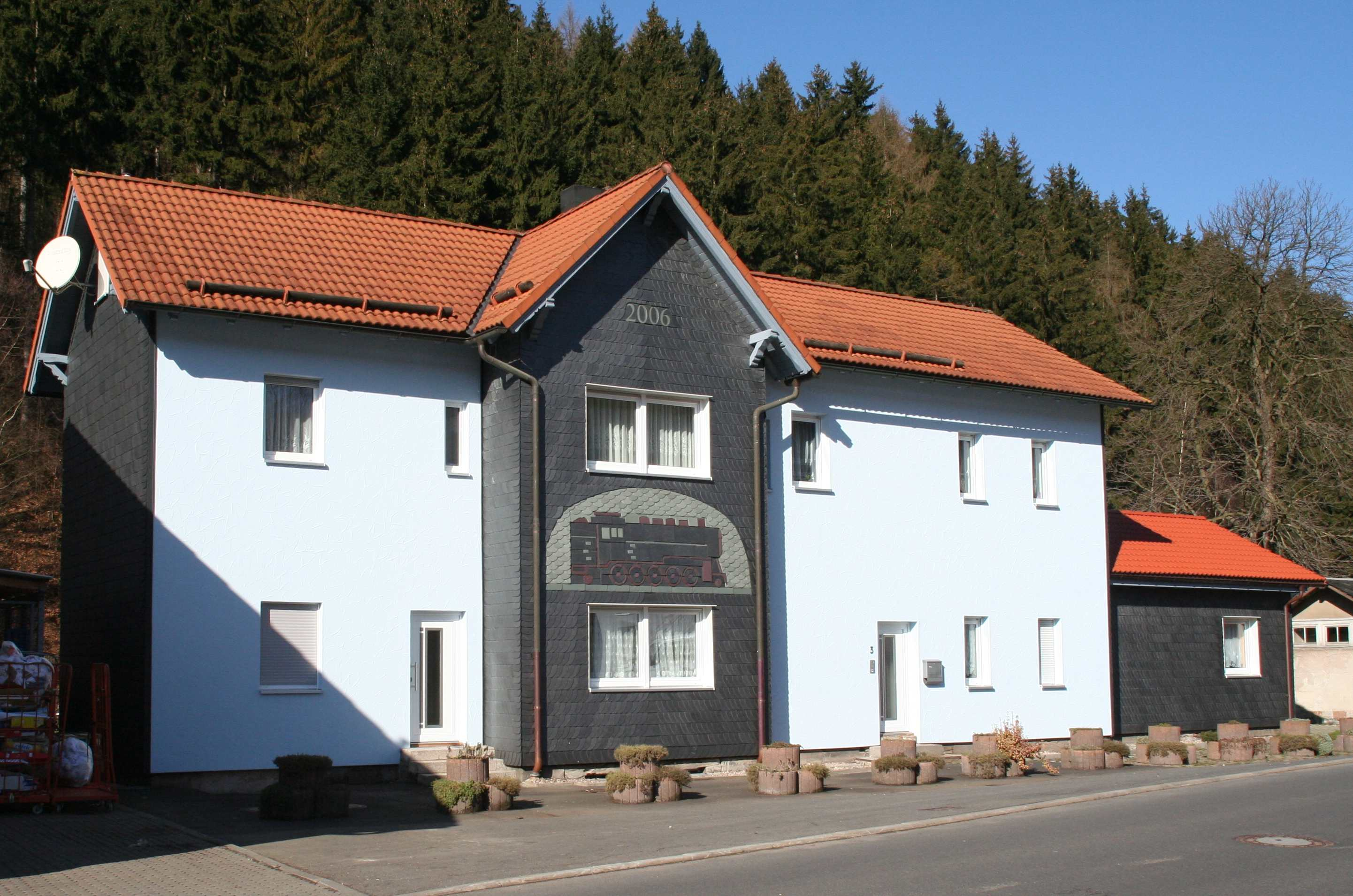
Ehemaliges Bahnhofsgebäude Schönbrunn

Die Wirtschaft der Gemeinde wird heute vor allem vom Kleingewerbe und dem Tourismus bestimmt. Von Bedeutung ist seit jeher die Glasindustrie. Der mit Abstand größte Arbeitgeber der Region ist das in Schönbrunn ansässige Gewürzwerk der Fuchs Gewürze GmbH, mit mehr als 800 Beschäftigten eines der größten Gewürzwerke Europas.
Im Jahr 2006 arbeiteten 751 Menschen in Betrieben mit über 20 Mitarbeitern in der Gemeinde. Sie erhielten durchschnittlich 21.743 Euro Bruttolohn pro Jahr. Die Verschuldung betrug 300.000 Euro oder 90 Euro pro Einwohner und die Steuereinnahmen lagen bei 2,2 Millionen Euro oder 640 Euro pro Kopf. Im Jahr 2005 besuchten 947 Feriengäste die Gemeinde (1975: 12.700 Feriengäste). Schleusegrund ist ein staatlich anerkannter Erholungsort.
Die Gemeinde liegt abseits der großen Verkehrswege und ist durch die Landesstraße von Schleusingen nach Katzhütte erreichbar. In Schleusingen besteht Anschluss an die Bundesautobahn 73 (Erfurt–Nürnberg). Kreisstraßen führen vom Schleusetal über Steinbach nach Frauenwald und durchs Bibertal nach Masserberg und Eisfeld.
Von 1890 bis 1967 fuhren auf der Bahnstrecke Eisfeld–Schönbrunn Schmalspur-Personenzüge (1000 mm) durchs Schleusetal. Der Güterverkehr wurde 1973 eingestellt.

## Persönlichkeiten
- Hans Greiner IV. (* um 1550 in Langenbach; † 1609 in Lauscha), Begründer der Glasindustrie in Lauscha
- Johann Salomon Hattenbach (1650–1699), Arzt und radikaler Pietist
- Georg Brückner (1800–1881), Geograph und Historiker